# Западная Русь
Западная Русь — географический и политико-географический термин, которым в историографии обозначают западную часть исторической Руси. Относительно периода сохранения независимости русских княжеств (вплоть до XIV века) периодически применяется к Полоцкому, Городенскому, Турово-Пинскому и Галицко-Волынскому княжествам. Для более позднего периода применяется в целом к землям Руси, не вошедшим в XV—XVI веках в состав единого Русского государства и длительное время находившиеся под контролем иноэтничных в основе государств, главным образом составивших Речь Посполитую. Западная Русь включает Литовскую Русь, а также русские земли, принадлежавшие Польскому королевству (Польская Русь, состоявшая из Галиции, Холмщины, позже — литовско-русских земель, полученных по условиям Люблинской унии), в широком смысле также Молдавскому княжеству (Буковина) и Венгерскому королевству (Угорская Русь). По культурным и политическим причинам к Западной Руси, несмотря на название, не относят Северо-Западную Русь (Новгородскую и Псковскую земли).

## Терминология
Г. В. Вернадский противопоставлял Западную Русь Великой Руси, называемой им также Восточной Русью или Московским государством, и отмечал приблизительное соответствие Западной Руси Белоруссии и Украине. На землях Западной Руси, подконтрольных Литве, Польше и другим государствам, был распространён западнорусский язык. Вместе с тем, к Западной Руси не может быть отнесена Новороссия, присоединённая к восточнославянскому культурному пространству лишь в конце XVIII века в составе Российского государства. Отмечается употребление термина Западная Русь и в узком смысле. При данном варианте он соответствует Белоруссии, противопоставляемой Украине как Южной или Юго-Западной Руси. Такое словоупотребление совпадает с географической привязкой идеологии западнорусизма.
Эндоэтнонимом жителей Западной Руси, равно как и жителей Русского государства, являлось древнерусское слово «русин». На большинстве территорий Западной Руси оно сохранялось до XVIII века, в Галиции — до начала XX века, а у карпатских русин сохранилось до наших дней. Его не следует путать с термином «литвин», употреблявшимся для подданных Великого княжества Литовского и являвшимся в отношении восточнославянского населения политонимом. С точки зрения Польского королевства единственной русской землёй в его составе долгое время оставалась Галицкая земля, выделенная в так называемое Русское воеводство. Это наименование в административном делении сохранилось и после Люблинской унии 1569 года, когда непосредственно под власть Короны Польской были переданы многие другие русские земли. По публицистической традиции, заложенной Яном Длугошем и Бернардом Ваповским, Русью было принято называть русские земли в пределах польского и литовского государств, почти не применяя это название к Северо-Восточной Руси. Сформировавшееся в ней единое Русское государство именовали преимущественно «Московией», а её жителей за некоторыми исключениями — «московитами». Подобная практика была частично перенята в XVI—XVII веках западноевропейскими державами. Позже в основу отличительного обозначения великорусских и западнорусских земель были положены две латинские вариации названия Руси — Russia и Ruthenia. Такая разделительная схема употреблялась для этнографических манипуляций по отношению к восточнославянскому населению Австро-Венгрией и нацистской Германией и продолжает использоваться современной западной историографией.

## Особенности исторического развития в составе иноэтничных держав
Отличительной чертой исторического развития Западной Руси являлось отсутствие собственной государственности и принадлежность к инокультурным государственным образованиям, в рамках которых ей приходилось отстаивать свою восточнославянскую идентичность, в частности язык, веру, право и обычаи.

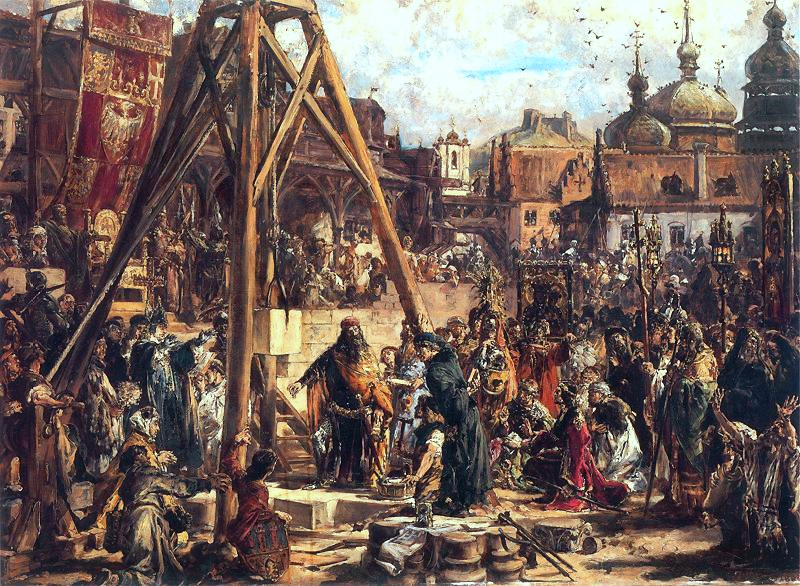
«Повторное завоевание Руси», картина Яна Матейко (1888). Казимир III закладывает католический собор в покорённом Львове

В Галицкой земле, захваченной польским королём Казимиром Великим в течение 1340-х годов, началась целенаправленная политика по распространению государственной религии — католицизма. Создание католических церковных структур подкреплялось их наделением значительными земельными владениями. Крупные земельные наделы предоставлялись и пришлой польской шляхте, быстро достигшей вследствие этого господствующего положения в обществе. Велась целенаправленная политика по привлечению немецких и других колонистов, призванная создать противовес традиционному русскому православному большинству населения. Уже вскоре русские жители городов столкнулись со значительной правовой дискриминацией, мотивированной их статусом «схизматиков»: во Львове они не могли свободно селиться по всему городу, для них была закрыта возможность входить в состав городского совета и занимать городские должности. Дискриминация распространялась и на торгово-ремесленную сферу, где русинов не брали в ряд цехов либо не давали становиться мастерами и занимать «старшие должности». В отличие от других меньшинств, таких как армяне и евреи, русины были лишены собственных органов самоуправления и суда, подлежав юрисдикции органов, созданных польско-немецким населением без их участия.

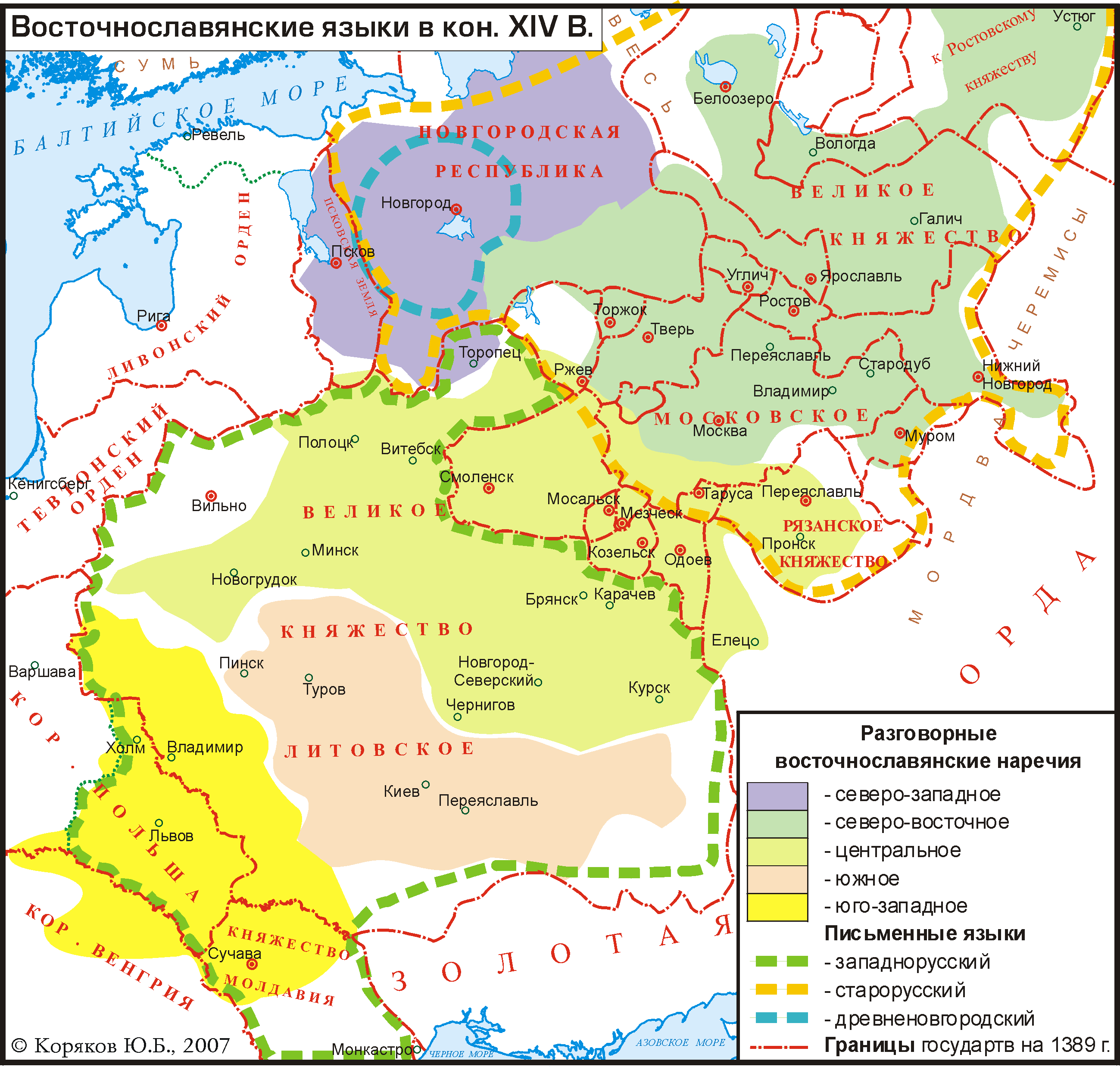
Западнорусский язык (зелёным пунктиром) в конце XIV века

Несмотря на то, что в Великом княжестве Литовском древнерусское культурное наследие, в том числе западнорусский письменный язык, на определённом этапе играло значительную роль, по мере усиления государственных связей с Польским королевством оно было вытеснено польско-католической культурой по образцу того, как это ранее происходило в Галицкой Руси. Похожая ситуация имело место с русским правом. На протяжении XV—XVI веков литовские правящие круги, принявшие католицизм по условиям Кревской унии в качестве государственной религии, не оставляли попыток привести православных к унии с Римом. Положение православных усугубилось после провозглашения Речи Посполитой и переподчинения обширных южнорусских земель непосредственно Короне Польской, когда и на них началась широкомасштабная раздача земель польской шляхте.
Огромное значение в истории Западной Руси сыграла Брестская уния 1596 года, повлекшая за собой раскол православного сообщества и переход значительной его части в униатство, сопровождаемый межконфессиональной борьбой. Правовая дискриминация некатолического населения (диссидентский вопрос) привела к упадку православного просвещения и ассимиляции подавляющей части западнорусской знати, в результате чего широкие слои восточнославянского населения остались без политического влияния и национально ориентированных верхов общества. Роль защитников интересов восточнославянского населения частично взяло на себя запорожское казачество, которому в первой половине XVII века удалось на время добиться некоторой автономии и восстановления части прав православной церкви. Однако после вхождения Левобережной Украины и Запорожья в состав России по итогам Андрусовского перемирия 1667 года, оставшиеся в составе Речи Посполитой земли Западной Руси подверглись уже почти ничем не сдерживаемому ассимиляционному давлению. До конца XVII века был упразднён гетманский устрой на Правобережной Украине, в 1696 году был издан запрет на использование западнорусского письменного языка, успешно осуществлялось насаждение униатства. Результаты этих процессов ещё долго ощущались на землях Западной Руси даже после их вхождения в состав Российской империи по итогам разделов Речи Посполитой. Сопротивление ассимиляционному давлению, особенно после Брестской унии, сопровождалось многочисленными восстаниями восточнославянского населения.
В то же время польское влияние на Западную Русь не было исключительно негативным. В XVI—XVII веках в Речи Посполитой наблюдался взлёт западнорусской культуры, особенно в рамках борьбы с Унией (к примеру, полемическая литература). Этому немало поспособствовало влияние польской культуры, шедшей в уровень с Западной Европой. В этом качестве «вестернизированная» западнорусская культура оказала немалое влияние и в Российском государстве. В дальнейшем, однако, на территории Речи Посполитой западнорусская культура рядом с привелигированной польской культурой фактически не выдержала конкуренции и оказалась задавлена. Аристократические слои — носители «высокой» культуры — были здесь тотально ополячены, «русскость» постепенно низведена на уровень «попа и холопа».

## Объект борьбы

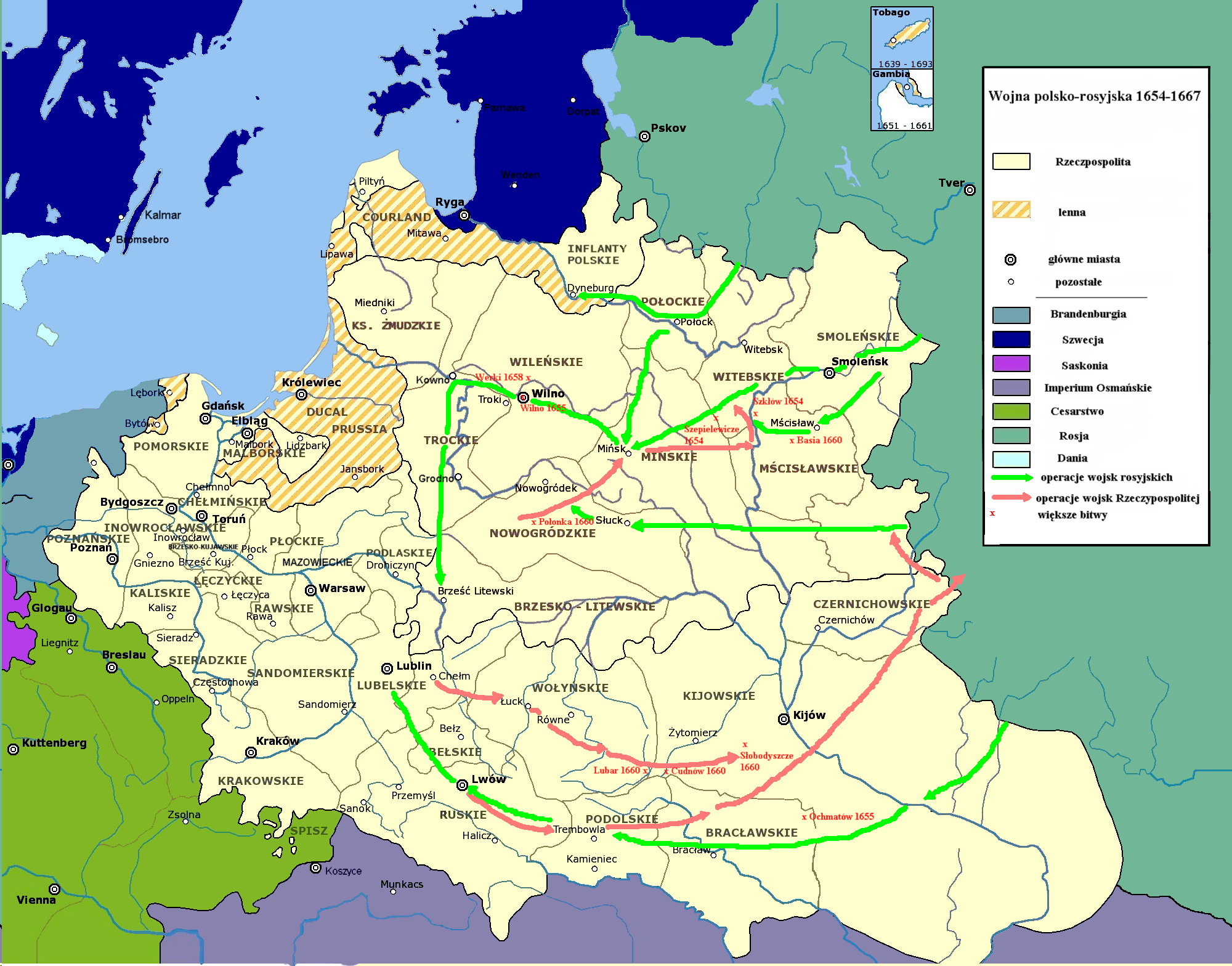
Война за западнорусские земли в 1654—1667 годах

Борьба за западнорусские земли между Русским государством и Великим княжеством Литовским (позже Речью Посполитой) была лейтмотивом истории Восточной Европы в XV—XVIII веках. В Русском государстве начиная с XV века ставилась задача объединения всех русских земель вокруг Москвы и восстановление Древнерусского государства в его прежних границах. При разделах Речи Посполитой Екатерина II официально указывала, что желает «избавить земли и грады, некогда России принадлежавшие, единоплеменниками её населенные и созданные и единую веру с нами исповедующие». Присоединение древних русских земель шло в Российской империи под лозунгом «Отторженная возвратих».

## В составе Российской империи
Западнорусская культура в XVII—XVIII веках в значительной степени повлияла на процессы, происходившие в России. Притеснения западнорусского православного населения в Речи Посполитой побуждали многих западнорусских деятелей эмигрировать в Москву. Западнорусские влияния в значительной мере подготовили реформаторскую деятельность Петра I и определили культурный облик пореформенной России. «Новая» русская
культура, сложившаяся в петровской России, не была чисто великорусской по своему генезису, получив мощную западнорусскую прививку. Это позволило многим национальным деятелям Западной Руси провозгласить её продуктом совместного творчества всех частей Руси, а значит, общерусской. Характерно, что такое понимание русскости получило распространение не только на восточнославянских землях в составе России, но и в Галичине и Карпатской Руси, находившихся под властью Австро-Венгрии, где в XIX веке развивается довольно сильное «москвофильское» движение.
В то же время новая русская культура, несмотря на свое синтетическое происхождение, оставалась всё же москво- и петербургоцентричной, основанной на историческом мифе России, ведущей
свой генезис от Московского государства. Традиции Западной Руси не получали должной артикуляции и осмысления в общерусском контексте, маргинализовались и вытеснялись на периферию русского сознания. В ответ на это в Западной Руси начали развиваться регионалистские культурные тенденции, которые, однако, на протяжении XIX века всё ещё продолжали рассматривать себя в общерусском русле.

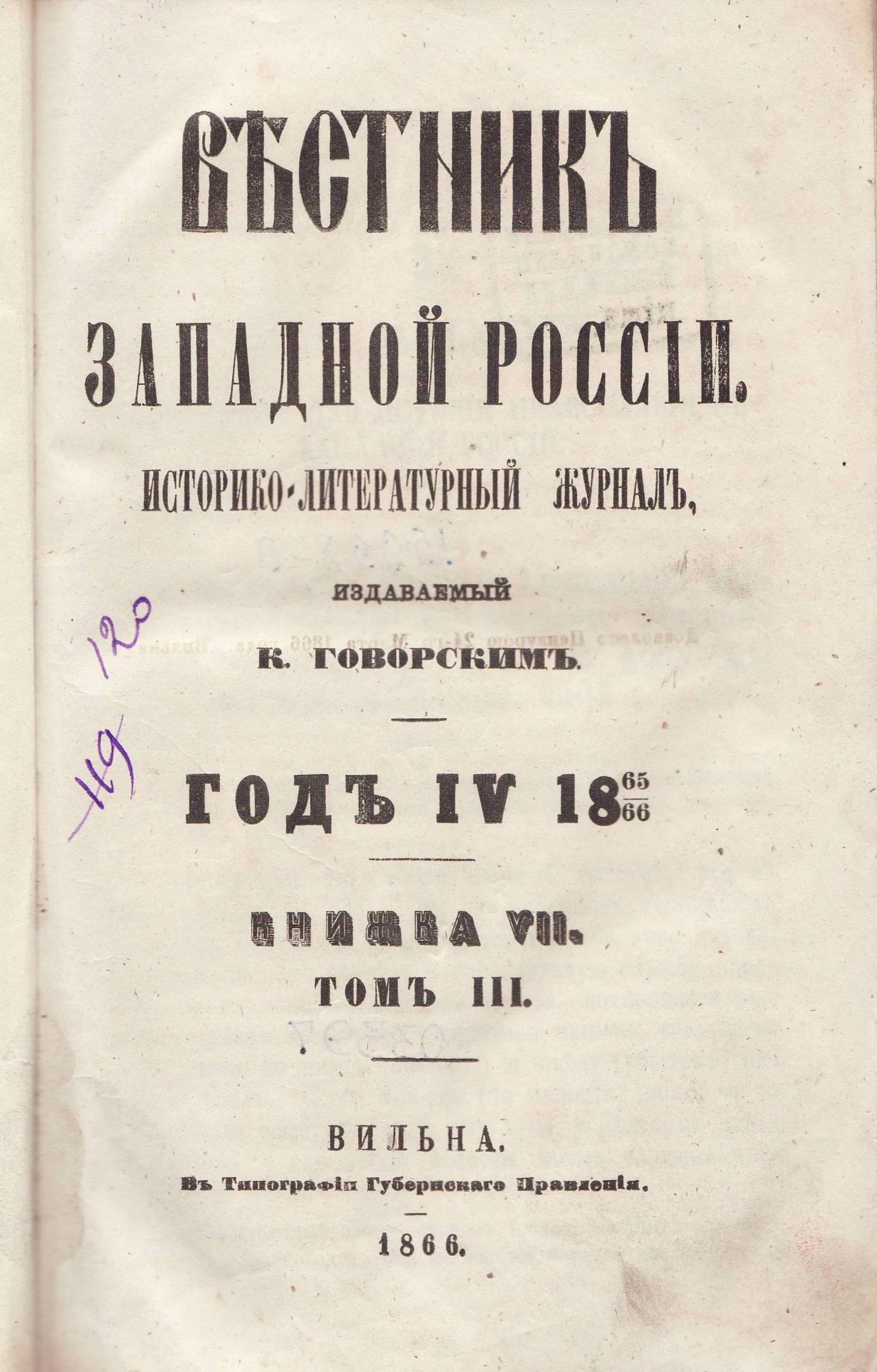
Титульная страница «Вестника Западной России» (1866)

В течение XIX века по отношению к Западной Руси употреблялся вариант Западная Россия, которую выделяли в Западный край, делившийся, в свою очередь, на Северо-Западный и Юго-Западный края. На белорусских землях эти термины дали название историко-идеологическому и общественно-политическому движению западнорусизма как национальной идентичности на основе представлений об общерусском народе и о белорусах как одной из его ветвей. Михаил Коялович накануне Польского восстания 1863 года отмечал в «Западной России» «господство польского элемента», хотя поляки не являлись здесь «самобытным племенем». В результате коренных реформ, начатых гродненским, виленским и минским генерал-губернатором Михаилом Муравьёвым-Виленским после подавления восстания, традиционное влияние польского меньшинства в общественной жизни было в значительной мере снижено. Политика русификации, проводившаяся в Северо-Западной крае, согласно терминологии того времени, означала укрепление локальной культуры всех трёх ветвей «общерусского народа», при этом основным литературным стандартом считался русский язык, тогда как белорусский и малороссийский язык рассматривались как его наречия, на которых также издавалась литература.

## Сохранность древнерусского наследия
Западная Русь, за исключением Киева, в значительно меньшей степени сохранила памятники древнерусского зодчества, чем земли Московской Руси. До Нового времени дошли лишь единичные образцы каменной архитектуры эпохи Галицкого, Волынского, Городенского и Полоцкого княжеств. В ряде случаев имела место перестройка древнерусских храмов в костёлы или униатские соборы с их полным видоизменением на основе польско-литовского барокко. Примечательно, что в Западной Руси не сохранилось былин киевского цикла. Русское право относительно быстро было вытеснено на территориях, подконтрольных Польше, будучи заменённым польским и немецким правом. В Литовской Руси влияние русского права оказалось более глубоким и длительным.